# Melbourne Village
Melbourne Village – miasto w Stanach Zjednoczonych, w stanie Floryda, w hrabstwie Brevard.